# Jan z Vřesovic
Jan z Vřesovic (okolo roku 1410? – 1478) byl český šlechtic z rodu pánů z Vřesovic. Spolu se svým otcem Jakoubkem z Vřesovic se účastnil řady bojů a politických jednání a postupně od něj získával do správy různé části rodového majetku, ke kterému patřily mimo jiné Chomutov, Žlutice a Toužim. Na rozdíl od otce sám dával před politikou přednost hospodaření na svých panstvích.

## Život

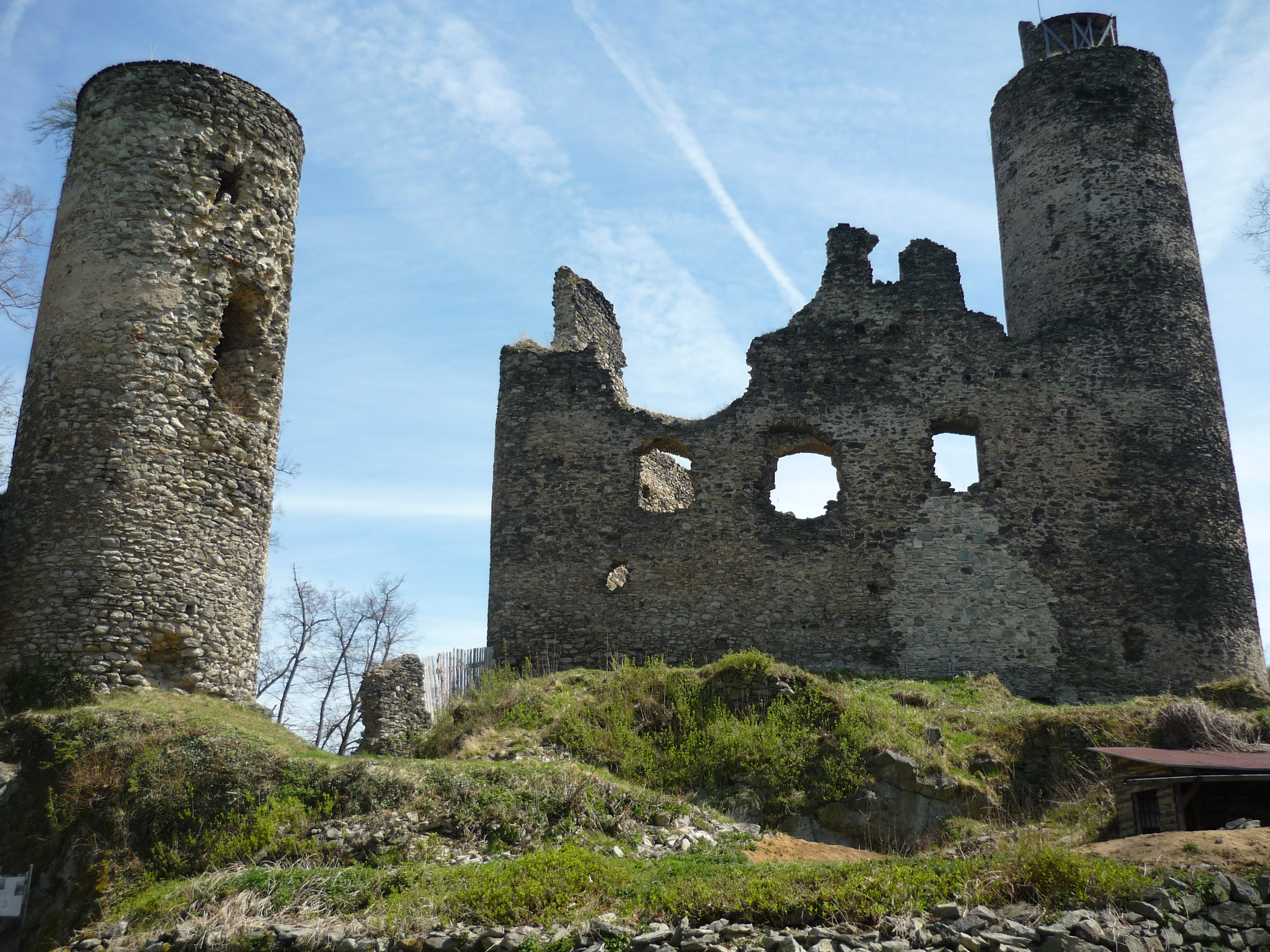
Hrad Kostomlaty

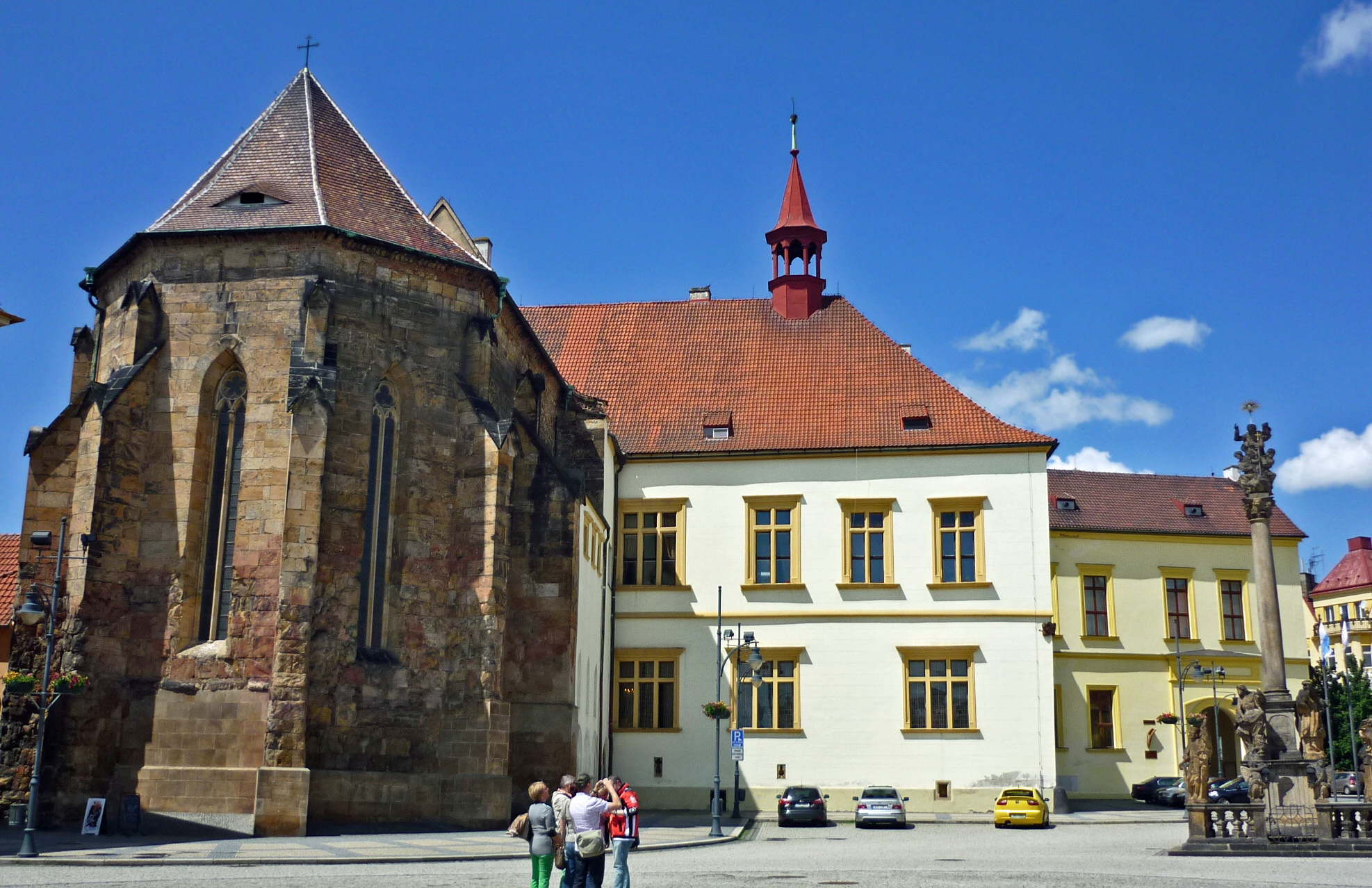
Chomutovský zámek vznikl přestavbou hradu, na kterém Jan z Vřesovic sídlil během své správy města

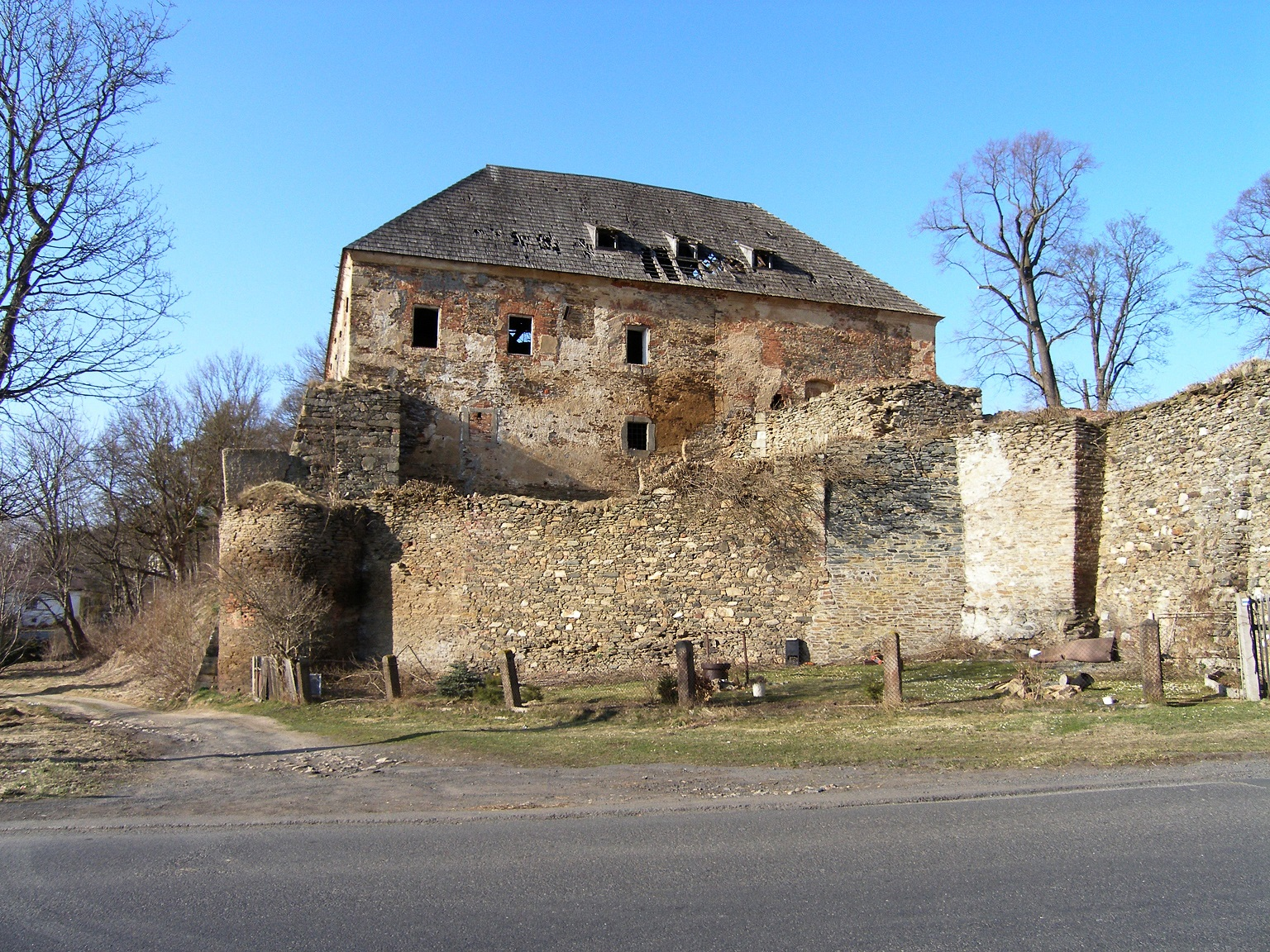
Toužimský horní zámek zvaný Janův hrad

Otcem Jana z Vřesovic byl významný husitský hejtman Jakoubek z Vřesovic. Jan se narodil pravděpodobně v době okolo roku 1410, ale první písemná zmínka o něm pochází z roku 1426 a nachází se v anonymní listině určené chebské městské radě v souvislosti s vojenskými přesuny jeho otce. Roku 1431 již byl ženatý s blíže neznámou Kateřinou, se kterou žili v domě U Půlměsíce na Staroměstském náměstí v Praze a již v té době mohli mít syna Jaroše.
Roku 1434 se Jan pravděpodobně účastnil obléhání hradu Kostomlaty a nejpozději roku 1439 se stal správcem Chomutova, který Jakoubek z Vřesovic získal od císaře Zikmunda v roce 1436. Koncem roku 1439 se účastnil otcova mírového jednání s Alešem Holickým ze Šternberka a pány ze Žerotína. Na počátku následujícího roku navštívil pražský sněm svolaný Hynce Ptáčkem z Pirkštejna, na kterém podepsal tzv. list mírný, a ještě téhož roku mu otec přenechal část hradu Kyšperk.
Jakoubek z Vřesovic na vídeňském sněmu konaném roku 1441, snad na synovu žádost, získal právo výročního trhu pro Chomutov. Spolu s otcem potom Jan roku 1445 povolil Žluticím obchod se solí a sám se stal spolumajitelem Štědrého hrádku. Ve čtyřicátých letech patnáctého století se společně soudili s pány ze Šumburka a pány z Dubé. Páni z Dubé požadovali zpět hrad Kostomlaty. Roku 1450 oba Vřesovcové zastavili svůj hrad Oltářík Janovi z Polenska. Ve stejném roce se Jan účastnil mírového jednání mezi Čechy a Sasy v Křimicích a na podzim téhož roku podnikl po boku Jiřího z Poděbrad vojenskou výpravu do Míšeňska a Saska. Při tažení neúspěšně obléhali město Pegau, ale dobyli významné durynské město Gera.
Na jaře roku 1451 proběhla jednání mezi Jiřím z Poděbrad a jeho spojenci Vilémem Saským a Albrechtem Braniborským. Část z nich se odehrála ve Žluticích, kde je za nepřítomného Jakoubka nejspíše hostil Jan. Ten se pravděpodobně v létě téhož roku podílel na obléhání hradu Perštejna, které vedl jeho otec, a následně spolu s ním a dalšími pány jednali o zboření hradu. Někdy v té době se Jan z Vřesovic, uváděný variantou svého jména jako Burian z Vřesovic, stal hejtmanem rakovnického kraje.
Druhá polovina padesátých a první polovina šedesátých let patnáctého století proběhla pro pány z Vřesovic ve znamení četných soudů. Jana neúspěšně žaloval Jan Konipas kvůli clu, o které přicházel, protože kupci dávali přednost chomutovským cestám před těmi, které vedly kolem Červeného hrádku. Roku 1454 naopak přišel Jan z Vřesovic o Chomutov, a někdy poté přesídlil na Kostomlaty. Roku 1456 ho zažalovala Dorota z Děčan o plat ve výši dvě a půl kopy grošů ze vsi Lhenice, ale spor roku 1458 nejspíš prohrála. V roce 1457 se Jan soudil o Kostomlaty s Kolovraty, kteří si je, jako příbuzní pánů z Dubé, nárokovali.
Roku 1462 zemřel Janův otec, a Jan se stal hlavou rodu. V letech 1463–1465 se soudil s Anežkou z Valdeka o Štědrý hrádek. Anežka soud vyhrála, ale vzápětí celé panství Janovi za 400 kop grošů prodala. Roku 1465 konečně skončily spory o hrad Kostomlaty, který se Janovi podařilo udržet a následujícího roku jej předal svému nejstaršímu synu Jarošovi. Někdy v té době dosáhli plnoletosti i ostatní Janovi synové Jan se tehdy rozhodl, že si ponechá žlutické panství a ostatní majetek jim přenechal.
Koncem šedesátých let bojoval Jiří z Poděbrad se svými odpůrci sdruženými v jednotě zelenohorské. Jan z Vřesovic stál i tehdy na králově straně. Žlutické panství proto napadl jeho soused Jindřich z Plavna. Netroufl si na dobře opevněné Žlutice, a proto vypálil neopevněné městečko Útvina. Obležen byl také toužimský hrad, který se Janovi podařilo ubránit, a následně získal roku 1469 od krále povolení přenést na Toužim privilegia zničené Útviny včetně práva nové městečko opevnit.
Roku 1472 Jan z Vřesovic sloužil jako žoldnéř ve službách Wetinnů, kteří si ho najali za 100 rýnských zlatých. Další rok již trávil opět ve Žluticích a roku 1474 prodal nejspíše nepotřebný pražský dům U Půlměsíce.
Jan z Vřesovic zemřel pravděpodobně roku 1478.

## Rodina
Z písemných pramenů je známá jediná Janova manželka Kateřina. Podle přízviska druhorozeného syna Jana Illburka je možné, že pocházela z rodu pánů z Illburka, nicméně Jan Illburk mohl být synem případné další neznámé manželky. Janovi se narodilo pět synů, kteří se stali zakladateli pěti větví rodu pánů z Vřesovic:
1. Jaroš Kyšperský z Vřesovic
2. Jan Ilburk z Vřesovic
3. Jakub Kostomlatský z Vřesovic
4. Jindřich Brozanský z Vřesovic
5. Jan Žlutický z Vřesovic